# Cardiocondyla nilotica
Cardiocondyla nilotica är en myrart som beskrevs av Weber 1952. Cardiocondyla nilotica ingår i släktet Cardiocondyla och familjen myror. Inga underarter finns listade.